# Drakenstein-gevangenis

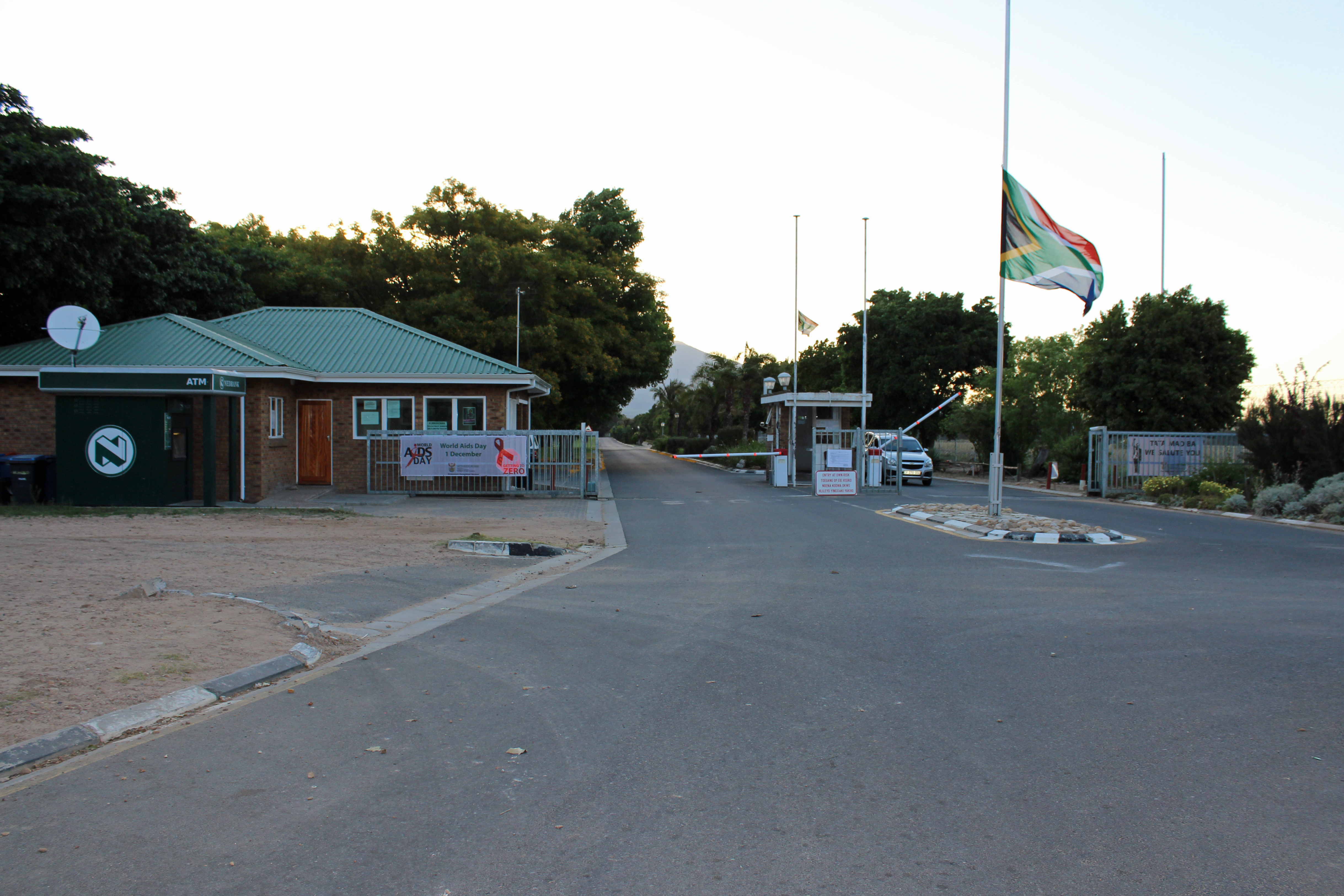
Drakenstein-gevangenis

Drakenstein-gevangenis, voorheen Victor Verster-gevangenis, is een laag beveiligde gevangenis tussen Paarl en Franschhoek in Zuid-Afrika. 
Nelson Mandela verbleef 14 maanden in deze gevangenis, van 9 december 1988 tot aan zijn vrijlating op 11 februari 1990. Mandela kreeg een vrijstaande woning van een cipier toegewezen, evenals een privékok. Hij mocht veel bezoekers van buiten de gevangenis ontvangen. 